# Jean-Andoche Junot
Pour les articles homonymes, voir Junot et Abrantes (homonymie).

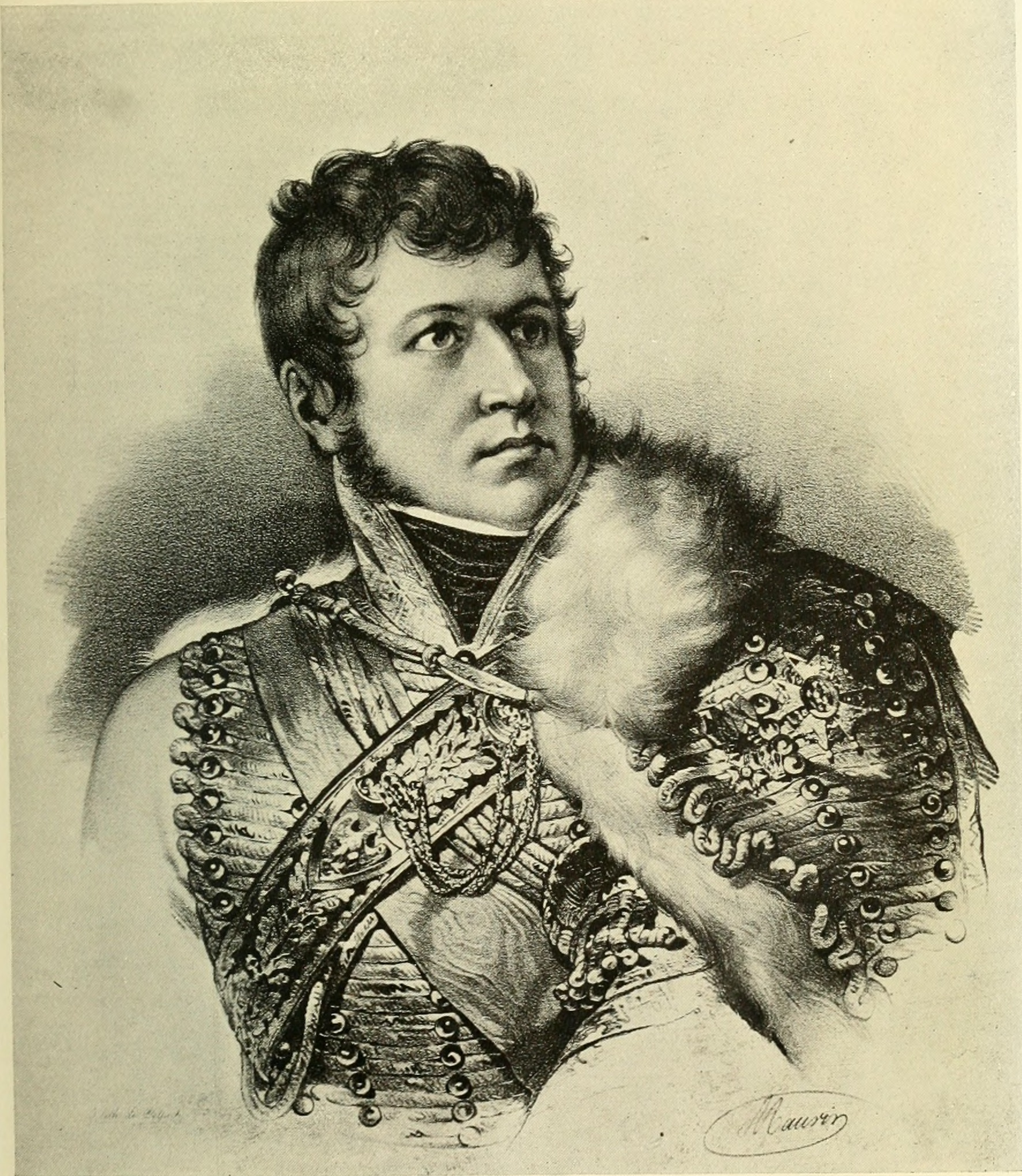
Jean-Andoche Junot

Jean-Andoche Junot, dit « Junot la Tempête », né le 25 septembre 1771 à Bussy-le-Grand et mort le 29 juillet 1813 à Montbard, est un officier de la Révolution française et général du Premier Empire. Colonel général des hussards puis commandant de l'armée de Portugal, sa victoire sur les Portugais après la prise de Lisbonne le 24 novembre 1807 lui vaut le titre français de duc d'Abrantès.

## Biographie

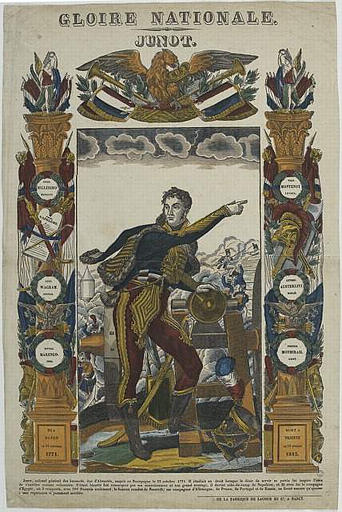
Gloire nationale : Jean-Andoche Junot.

Jean Andoche est issu de familles de la bourgeoisie bourguignonne : le père de Jean-Andoche, Michel Junot, est marchand, conservateur des forêts et  fermier du comte de Buffon (naturaliste et scientifique à Montbard) ; sa mère Marie Antoinette Bienaymé est la fille d'un notaire royal, échevin de Montbard, contrôleur au grenier à sel et bailli de Fontenay où Buffon installa ses laboratoires scientifiques et logea.
Il entreprenait des études de droit à Dijon quand commence la Révolution française. Il s’engage le 1er septembre 1791 comme grenadier au 2e bataillon de volontaires de la Côte-d'Or. Il est grièvement blessé d'un coup de sabre à la tête pendant le siège de Longwy, le 11 juin 1792. Devenu sergent de grenadiers le 2 juillet, il est à l'armée du Nord puis à celle du Rhin en 1793. Blessé d'un coup de feu, le 16 mai 1793, il participe au siège de Toulon.
Il y rencontre alors le général  Bonaparte et devient son secrétaire. Il est promu sous-lieutenant adjoint à l'état-major de l'artillerie le 1er octobre 1793, puis lieutenant aide de camp provisoire du général Bonaparte le 17 janvier 1794, et rejoint l'armée d'Italie en 1794-1795. Promu capitaine au 1er régiment de hussards le 13 février 1795, il suit Bonaparte à Paris, est commissionné aide de camp du général Bonaparte le 2 août 1795 puis chef d'escadron au 3e dragons le 24 décembre 1795. Il est nommé premier aide de camp de Bonaparte à l'armée d'Italie le 11 mars 1796.
Le 13 vendémiaire, lors de la campagne d’Italie, Junot se distingue par sa bravoure : il est récompensé en étant chargé de porter au Directoire les 21 premiers drapeaux pris à l’ennemi et est promu provisoirement chef de brigade le 10 mai 1796. Il est grièvement blessé de six coups de sabre au combat de Desenzano del Garda entre Brescia et Vérone, le 3 août 1796, puis confirmé chef de brigade par le Directoire exécutif le 4 septembre 1796, il sert à Faenza puis est envoyé en mission à Venise le 9 avril 1797.
Il suit Bonaparte lors de la campagne d'Égypte ; il sert à la prise de Malte, puis à Rahmanieh, Chebreiss, aux Pyramides le 21 juillet, et à la répression de la révolte du Caire. Il est nommé provisoirement général de brigade par Bonaparte le 9 janvier 1799, est blessé dans un duel puis est capturé par les Anglais alors qu’il revient en France pour convalescence. Conduit à Jaffa, puis remis en liberté, il débarque à Marseille le 14 juin 1800 puis est chargé du commandement de la place de Paris le 27 juillet 1800.
Il épouse le 30 octobre 1800 une Merveilleuse, Laure Permon, femme de lettre, auteur de mémoires en plusieurs tomes.
Junot manque le 18 brumaire et la bataille de Marengo, il est nommé général de division le 20 novembre 1801 et gouverneur de Paris. Il est écarté du poste par Bonaparte lui-même qui l’envoie à Arras pour instruire le nouveau corps de grenadiers de la réserve en 1803, puis au camp de Boulogne en 1804. Il est décoré grand aigle de la légion d'honneur le 2 février 1805, grand officier de l'Empire, colonel général des hussards, il prend ses fonctions comme ambassadeur au Portugal, remplaçant Lannes nommé à l'armée des côtes de l'Océan.
Pendant cette période, il devient l'amant officiel de Juliana de Almeida e Oyenhausen, la fille de la célèbre poétesse portugaise Leonor d'Almeïda. Il quitte son poste sans autorisation en septembre 1805 et rejoint la Grande Armée pour servir lors de la bataille d'Austerlitz comme aide de camp de l'Empereur.

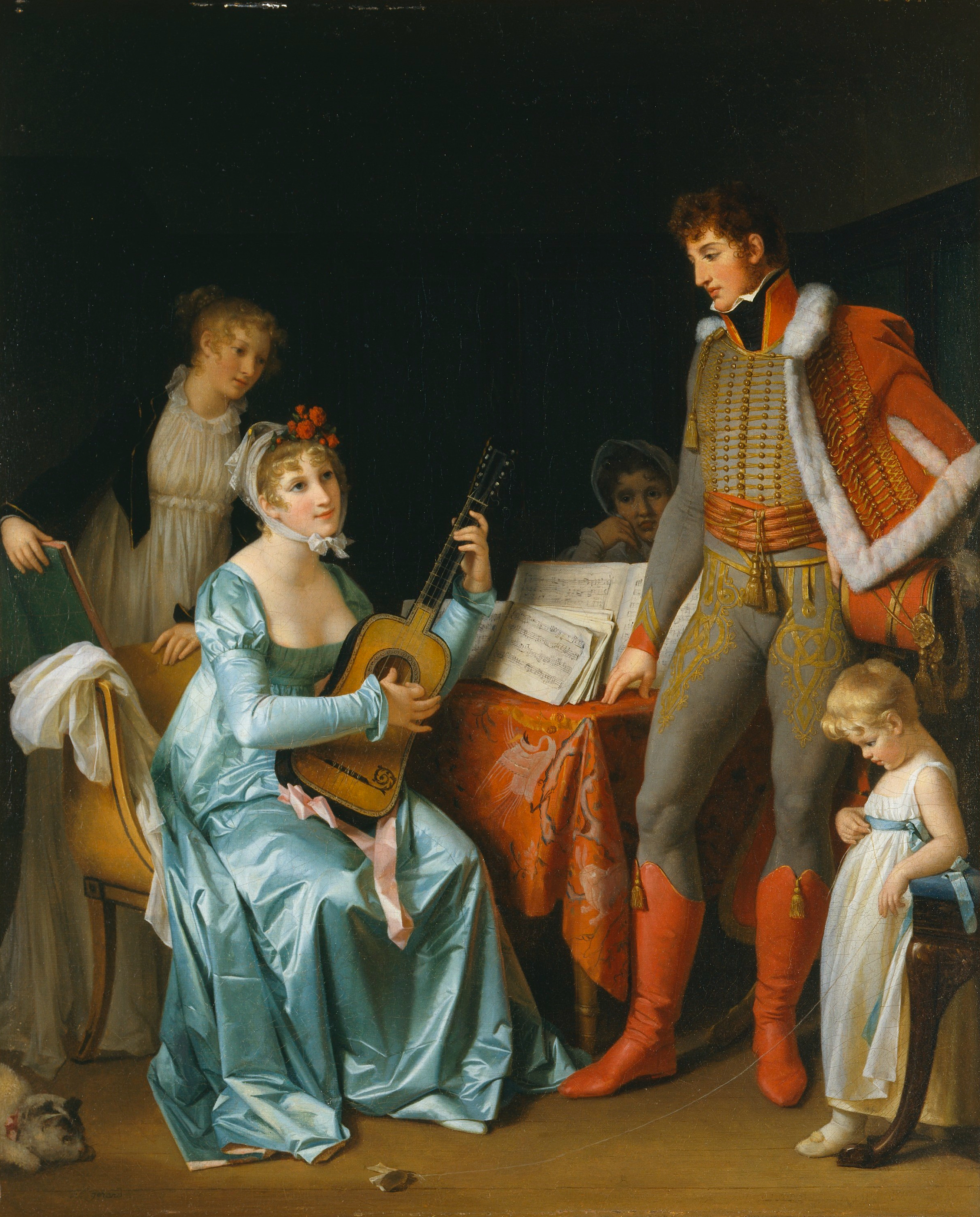
La duchesse d’Abrantès et le général Junot vers 1804, par Marguerite Gérard (Le Hussard en famille, huile sur toile, musée de Denver).

Mais son amitié avec un banquier lui porte préjudice. Demandant un prêt à Napoleon 1er , il se voit de nouveau exilé en janvier 1806, cette fois-ci comme gouverneur général de Parme et Plaisance où il remplace Moreau de Saint-Méry. Son action consiste à réprimer une insurrection en raison de l’instauration de la conscription, l’administration réelle étant entre les mains du préfet Hugues Nardon. Il démissionne le 7 juin 1806 et est remplacé par le maréchal Catherine-Dominique de Pérignon.
De retour à Paris, il récupère son poste de gouverneur militaire de Paris le 19 juillet, puis commandant en chef du corps d'observation de la Gironde le 2 août 1807, il entre en Espagne le 18 octobre.

### Junot au Portugal
Ses frasques lui valent un quatrième exil : il est mis à la tête d'une armée destinée à l'invasion du Portugal en 1807. Parti de Salamanque, il s'empare de Lisbonne le 30 novembre. La famille royale portugaise s'enfuit alors au Brésil (colonie portugaise depuis 1500) où elle s'installe pendant treize ans. Sous ses ordres, à la tête de la cavalerie, se trouve notamment Kellermann. Le 13 décembre 1807 Junot, accompagné de son état-major, passe en revue les troupes sur la place du Rossio. À cette occasion, le drapeau portugais est remplacé par le drapeau français. La population finit par réagir aux provocations françaises. L'armée doit en venir aux armes pour ramener le calme. Les incidents de ce type se multiplient, provoquant la révolte des consciences.
Le 1er février 1808, Junot est nommé gouverneur général du Portugal, il dissout le Conseil de la Régence et le remplace par un Conseil de Gouvernement qu'il préside lui-même.
Le général Maximilien Sébastien Foy raconte : « un ancien commissaire ordonnateur des armées françaises, Luuyt, fut nommé secrétaire d’État de la guerre et de la marine ; le commissaire impérial Herman fut affecté à l’intérieur et aux finances ; l’intendance générale de police, dont la législation de Pombal avait fait un ministère plus important que tous les autres, fut réservée à un Français, Lagarde que l’Empereur envoyait d’Italie ; l’inspecteur aux revues, Viennot-Vaublanc, fut secrétaire du gouvernement. »
Le 19 mars 1808, l'Empereur décerne à Junot le titre de duc d'Abrantès. Il fait proclamer la destitution de la maison royale de Bragance. Dans les actes publics, le nom du Prince Régent est remplacé par le nom de l'Empereur, les armes portugaises remplacées par les armes françaises. L'armée portugaise est dissoute. Seule reste en activité une force de 9 000 hommes, connue sous le nom de Légion portugaise. Elle est envoyée hors du pays afin d'intégrer l'armée napoléonienne. Elle est commandée par le comte d'Alorna, Pedro José de Almeida Portugal. On trouve Gomes Freire de Andrade et Cândido José Xavier parmi ses membres. Par décret du 11 janvier 1808 les milices sont dissoutes. Les armes sont confisquées et la plupart détruites. Les seules forces militaires présentes au Portugal sont maintenant françaises et espagnoles. Junot encourage les initiatives visant à rédiger une Constitution sur le modèle français.

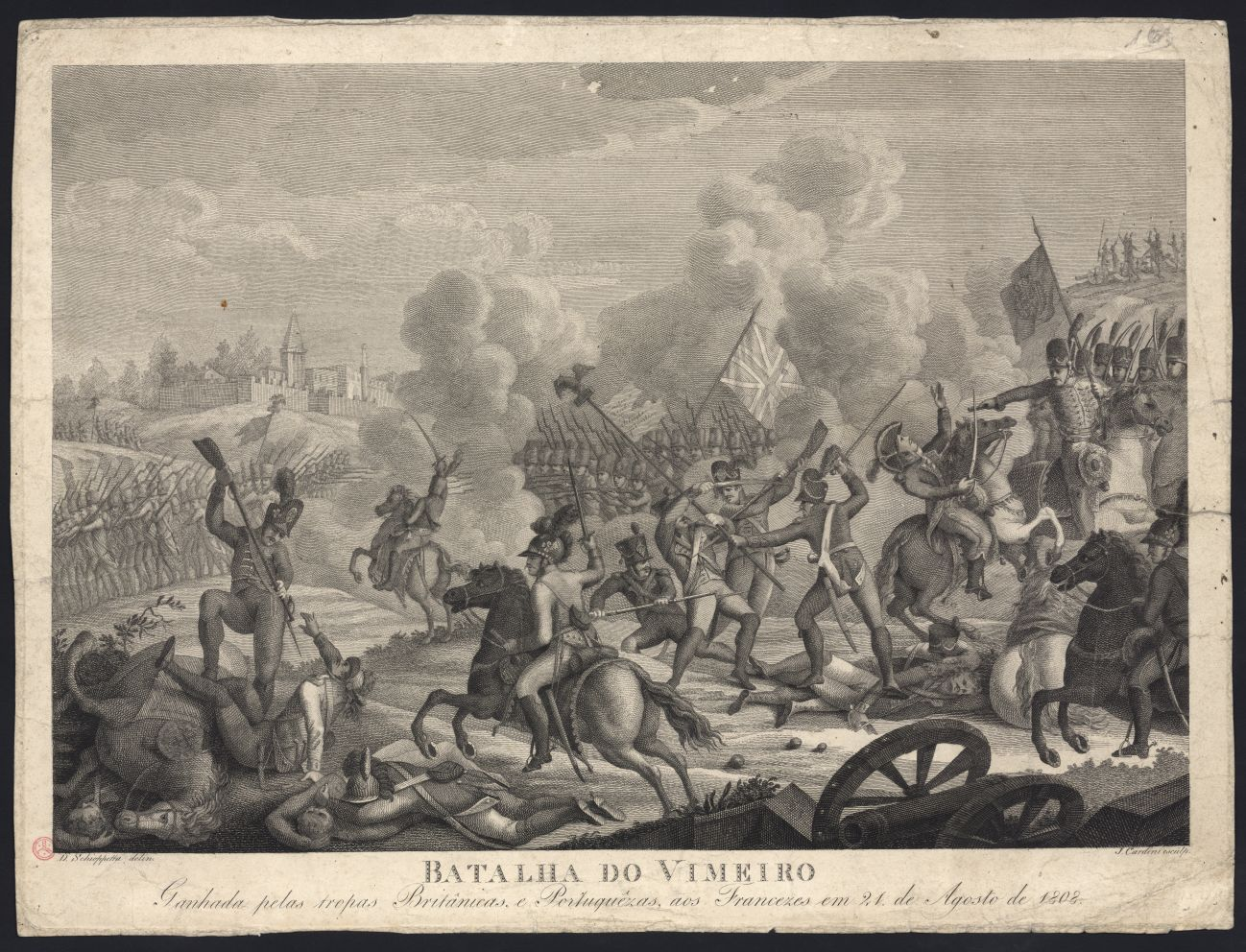
Défaite de Jean-Andoche Junot à la bataille de Vimeiro

Mais quand les Britanniques arrivent en août 1808, il est battu à la bataille de Vimeiro par sir Arthur Wellesley. Seule la signature de l’avantageuse convention de Cintra le 30 août lui permet le retour de ses troupes à Rochefort et d'éviter la capture. En tant que commandant en chef du 8e Corps de l'armée d'Espagne à Bayonne le 19 octobre et du 3e corps le 17 décembre 1808, il dirige le second siège de Saragosse. Il est placé sous les ordres du maréchal Lannes à la fin du mois de janvier 1809 et assiste à la chute de la ville. Il ne prend toutefois pas part au Te Deum célébré le 6 mars dans Notre-Dame del Pilar, en présence de Lannes et du maréchal Mortier. Selon le général Thoumas, biographe de Lannes, Junot aurait été affligé d'avoir vu son commandement mis sous tutelle.

### Après le Portugal
Dès le retour à Paris, sa femme noue une relation intime avec l'ambassadeur d'Autriche Clément de Metternich, lequel sort d'une aventure avec la sœur de Napoléon, Caroline. Pendant plusieurs mois, l'hôtel de Montmorency abrite leurs amours à Boulogne-sur-Seine, en face de la résidence de l'Empereur de Saint-Cloud.
Pendant ce temps en 1809, Junot rejoint la Grande Armée et participe à la campagne d'Autriche. Commandant l'armée de réserve à Nuremberg en Allemagne en juin, il est battu par Kienmayer le 9 juillet 1809 à Gefrees. Grand-Croix de l'ordre de St-Henri de Saxe, il est autorisé à se rendre à Paris le 9 novembre 1809. De retour dans la péninsule Ibérique en décembre 1809, il mène le siège devant Astorga et s'en empare le 10 avril 1810.
Rattaché a l’armée du Portugal d'André Masséna, il couvrit le siège de Ciudad-Rodrigo et commanda le centre à Buçaco, fut vainqueur à Sobral le 11 octobre 1810 et vainqueur et gravement blessé d'une balle au front à Rio-Mayor le 19 janvier 1811. Il fit retraite face à Wellington à Pombal puis à Fuentes de Oñoro le 5 mai 1811.
De retour à Paris, il sert comme commandant en second le corps d'observation d'Italie sous Eugène de Beauharnais en février 1812. Il fait encore la campagne de Russie, comme commandant du 8e Corps à la place du roi Jérôme le 28 juillet, mais est blâmé pour avoir permis à l’armée russe de faire retraite après la bataille de Smolensk le 17 août 1812. Toutefois, à la bataille de la Moskowa, il commande le 8e corps avec compétence.
Ensuite, il participe à toutes les batailles qu’il peut pour essayer d’obtenir le bâton de maréchal, mais son état de santé mentale décline. En février 1813, il se voit retirer son commandement et est nommé gouverneur général des Provinces illyriennes.
De graves troubles du comportement révèlent son aliénation mentale lorsqu'il se présente en public seulement revêtu du grand cordon de la Légion d'honneur. Il perd son poste de gouverneur le 10 juin 1813 et est remplacé par Fouché sur ordre de Napoléon. Il est rapatrié de force chez son père à Montbard. Il est admis à la retraite le 22 juillet 1813. Dans un accès de délire, il se défenestre, se fracture la jambe, puis tente de s’amputer avec un couteau de cuisine. Il succombe quelques jours plus tard à des complications infectieuses le 29 juillet 1813.
Il est inhumé dans le cimetière de Montbard dans la Côte-d'Or. Un monument est dressé à sa mémoire au cimetière du Père-Lachaise (24e division). Son nom est inscrit au côté Ouest de l'Arc de Triomphe de l’Étoile. Napoléon l’avait surnommé « Junot la Tempête ». Junot est évoqué dans un des 480 souvenirs cités par Georges Perec dans Je me souviens.

## Famille
Il est le mari de Laure Permon, dite La Générale Junot duchesse d'Abrantès, femme de lettre, ainsi que l'arrière-grand-oncle du poète Pierre Louÿs par la branche maternelle de ce dernier. Il est père de quatre enfants. Son titre de duc sera transmis jusqu'en 1982 où il s'éteindra.
Deux filles et deux fils :
- Joséphine Junot d'Abrantès (Paris, 2 janvier 1802-Paris, 15 octobre 1888), mariée en novembre 1841 à Jacques-Louis Amet (Farnham (Surrey), 17 février 1817-)
- Constance Junot d'Abrantès (Paris, 9 juillet 1803-Paris, 22 janvier 1881), mariée en 1829 à Louis Antoine Aubert (1799-1882), d'où descendance.
- Louis Napoléon Andoche Junot, 2e duc d'Abrantès (Paris, 25 septembre 1807-Neuilly-sur-Seine, 20 février 1851) mourut célibataire et sans descendance.
- Andoche Alfred Michel Junot, 3e duc d'Abrantes (Ciudad Rodrigo-Espagne, 25 novembre 1810 - Bataille de Solférino-Italie, 24 juin 1859) 1er mariage le 2 avril 1845 à Marie Céline Elise Lepic (9 octobre 1824-6 juin 1847) d'où descendance :
  - Jeanne Joséphine Marguerite Junot d'Abrantès (Paris, 22 mai 1847-21 mars 1934), mariée à Paris le 16 septembre 1869 à Xavier Eugène Maurice Le Ray (Sèvres, 15 juillet 1846-Paris, 1er décembre 1900), qui fut titré 4e duc d'Abrantès en 1869, d'où descendance et extinction de la branche mâle en 1982. 2e mariage le 10 janvier 1853 à Marie Louise Léonie Lepic (19 juillet 1829-17 août 1868) sœur de sa 1re femme d'où descendance :
    - Jérôme Napoléon Andoche Junot d'Abrantès (Paris, 16 juin 1854-Paris, 10 mars 1857)
    - Marguerite Louise Elisabeth Junot d'Abrantès (Paris, 25 janvier 1856-1919), mariée à Paris, le 11 novembre 1883 à César Elzéar Léon Vicomte Arthaud de La Ferrière (1853-1924).

Durant la guerre d'indépendance espagnole, Jean-Andoche Junot eu une relation avec Juliana de Almeida e Oyenhausen (en), fille de Leonor de Almeida Portugal, 4e marquise de Alorna.

## Armoiries
| Figure | Blasonnement |
|        | Armes du duc d'Abrantès et de l'Empire Écartelé : au premier de sable à trois corbeaux et à trois étoiles, le tout d'argent, les corbeaux posés un, deux, les étoiles deux et une ; au deuxième d'azur au palmier d'or, soutenu d'un croissant d'argent ; au troisième d'azur au vaisseau à trois mâts d'or, soutenu d'une mer d'argent ; au quatrième de sable au lion rampant d'or, tenant de sa dextre une épée haute d'argent ; au chef des ducs de l'Empire brochant., |